# Felsőrákóc
Felsőrákóc (szlovákul: Rakovčík) község Szlovákiában, az Eperjesi kerület Felsővízközi járásában.

## Fekvése
Felsővízköztől 7 km-re délre, az Ondava jobb oldalán fekszik.

## Története
A község akkor keletkezett, amikor a 16. században területére a német jog alapján ruszinokat telepítettek. 1572-ben „Rakowcz” néven említik először. A makovicai váruradalom része volt. Lakói erdei munkákkal, állattartással foglalkoztak. 1787-ben 22 házában 160 lakos élt.
A 18. század végén Vályi András így ír róla: „RAKÓCZ. Rakovecz. Tót falu Sáros Vármegyében, földes Ura Gróf Szirmay Uraság, lakosai katolikusok, és másfélék is, fekszik a’ Makoviczai Uradalomban, határja sovány, legelője van elég, harmadik osztálybéli.”
A 19. században a Holländer család tulajdonában állt. 1828-ban 26 háza és 202 lakosa volt.
Fényes Elek 1851-ben kiadott geográfiai szótárában így ír a faluról: „Rakócz, orosz falu, Sáros vmegyében, a makoviczi uradal., Radoma fil., 4 romai, 190 gör. kath., 8 zsidó lak. Ut. p. Orlich.”
1850 és 1880 között sok lakosa kivándorolt. Az I. világháború idején orosz csapatok szállták meg. 1920 előtt Sáros vármegye Felsővízközi járásához tartozott.
1944 áprilisában itt zajlott a partizánok egyik első sikeres kelet-szlovákiai akciója.

## Népessége
| Év:            | 1994. | 2004.   | 2014.   | 2024.    |
| -------------- | ----- | ------- | ------- | -------- |
| Emberek száma: | 179   | 165     | 171     | 139      |
| Eltérés:       |       | -7,82 % | +3,63 % | -18,71 % |

| Év:            | 2023. | 2024.   |
| -------------- | ----- | ------- |
| Emberek száma: | 141   | 139     |
| Eltérés:       |       | -1,41 % |

1910-ben 146, túlnyomórészt ruszin lakosa volt.
2001-ben 171 lakosából 148 szlovák és 20 ruszin volt.
2011-ben 175 lakosából 122 szlovák és 25 ruszin.

## Nevezetességei
- Görögkatolikus temploma 1890-ben épült.